# Руан, вулиця Епісері. Ефект сонячного освітлення
Руан, вулиця Епісері. Ефект сонячного освітлення — картина художника імпресіоніста Каміля Піссарро (1830–1903), що належить пізньому періоду творчості.

## «Він чудовий для живопису»
Ландшафтні архітектори, тобто садівники, кажуть, що нема місцин, непридатних для створення саду. Щось подібне кажуть і художники, що бачать незвичне у звичному для пересічних громадян - «Він чудовий для живопису». Ці слова надіслав листом своєму сину Люсьєну Каміль Піссарро, правда з іншого приводу. Але вони цілком відносяться і до Руанського собору, недобудованого в добу готики, величного, не схожого на інші. Він впав у око художника, що натхнено малював його декілька разів, як малюють щось унікальне.

## Довга назва картини
Здається, довгу назву картині дав не сам художник. Продавці картин, французькі маршани, напевно бачили декілька картин з Руанським собором і помітили, що одна вирізнялась саме ефектом сонячного освітлення. Так виникла довга назва картини.
Вулиця Епісері веде до собору повз так званий Старий ринок. На цьому полотні якраз подано ринковий натовп. На якусь мить вітер розігнав хмари і сонячні промені зробили теплими і привітними сіро-чорні стіни старого собору. Художник зробив усе можливе, аби ефект сонячного освітлення більше не полишав його картину.